# Барионикс
Барионикс је био род тероподних диносауруса који је живео баремијској епохи доње креде, између 130 и 125 милиона година пре нове ере, на подручју данашње Енглеске. Припадао је породици спиносаурида. Име значи „тешка канџа”.

## Опис
Иако је био теропод, облик главе му је био налик крокодилској са спљоштеном њушком и низом густих, купастих зуба. Имао је најмање две велике канџе (отуда његов назив) дуге око 30 центиметара. Сама животиња имала је дужину између 7,5 и 10m, око 2,5m у висини карлице, те тежину од око две тоне
Због морфологије лобање, претпоставка је да се барионикс претежно хранио рибом, а могуће је и да је део времена проводио у води.

## Налазиште
Откривен је у Европи у једном глинокопу у Енглеској почетком осамдесетих година прошлог века. Неки потенцијални примерци барионикса су откривени и на Пиринејском полуострву, али могуће је да их новије студије именују као нови род. 

## Галерија
- скелет
- реконструкција
- реконструкција мртвог барионикса